# Gary Gaetti
Gary Gaetti (né le 19 août 1958 à Centralia, Illinois, États-Unis) est un ancien joueur professionnel de baseball.
Il évolue dans la Ligue majeure de baseball de 1981 à 2000, notamment pour les Twins du Minnesota de sa première année à la saison 1990. Nommé joueur par excellence de la Série de championnat 1987 de la Ligue américaine, il participe à la conquête de la Série mondiale 1987 avec les Twins. 
En plus de jouer pour les Twins du Minnesota en première moitié de carrière, Gaetti porte aussi les couleurs des Angels de la Californie (1991 à 1993), des Royals de Kansas City (1993 à 1995), des Cardinals de Saint-Louis (1996 à 1998), des Cubs de Chicago (1998 et 1999) et des Red Sox de Boston (2000).
Les qualités défensives de Gary Gaetti au poste de joueur de troisième but sont soulignées par quatre Gants dorés reçus de 1986 à 1989. En offensive, Gary Gaetti réussit 2 280 coups sûrs dont 360 circuits dans le baseball majeur. Invité au match des étoiles en 1988 et 1989, ses contributions à l'attaque sont récompensées par un Bâton d'argent en 1995.
Le 7 octobre 1987, dans le premier match de la Série de championnat entre Minnesota et les Tigers de Détroit, Gary Gaetti devient le premier joueur de l'histoire à frapper des coups de circuit à ses deux premiers passages au bâton en carrière en séries éliminatoires, un exploit qui ne sera réédité qu'en 2008 par Evan Longoria.
Le 17 juillet 1990 au Fenway Park de Boston, il participe à un événement historique lorsque les Twins deviennent la seule équipe de l'histoire des majeures à réussir deux triples jeux dans un même match,
. Dans ce match que Minnesota trouve pourtant le moyen de perdre 1-0 face aux Red Sox, Gaetti est à chaque fois le joueur qui reçoit la balle au troisième but pour amorcer le triple jeu.